# Bolbeek
Bolbeek (Frans: Bombaye, Platdiets Bombelech, Waals Boûbåye), is een deelgemeente van de Belgische gemeente Dalhem in de provincie Luik. Bolbeek ligt in het westen van het Land van Herve op een hoogte van ruim 125 meter. Het landschap wordt gekenmerkt door weilanden en boomgaarden. 

## Geschiedenis

### Feodaliteit
Het dorp wordt in middeleeuwse bronnen aangeduid als Bubais (1108) en Bulsbeke (1147). Bolbeek was een heerlijkheid met lage jurisdictie. Het was oorspronkelijk een bezit van het Munsterstift te Aken, maar behoorde tot het Land van Dalhem, een van de Landen van Overmaas. De rechtsmacht was in zekere mate tweeherig tussen het Munsterstift en de hertog van Brabant. De hertog van Brabant had deze rechten verkregen via de oude graven van Dalhem.
Op 26 december 1661 kwam Bolbeek wegens het Partagetraktaat (opdelingsverdrag) tussen de Republiek en Spanje aan de Staten-Generaal. In het traktaat was besloten, dat de Republiek van elk van de drie Landen van Overmaas één ‘partage’ of deel zou krijgen. Hierdoor verkregen zij in het land van Dalhem het hoofdstadje Dalhem, de dorpen Bolbeek, Feneur, Trembleur, Olne, Oost en Cadier.
Op 8 november 1785 sloten Oostenrijk en de Staten-Generaal het Verdrag van Fontainebleau, waarbij onder meer Bolbeek door de Staten-Generaal aan Oostenrijk werd afgestaan in ruil voor delen van Oostenrijks Valkenburg.

### Situatie in 1830
Bij de onafhankelijkheid van België inventariseerde geograaf Philippe Vandermaelen in dit dorp 115 landelijke woningen; er waren 555 inwoners. Het inventaris omvat verder details over de natuurlijke omgeving, bodems, landbouwproductie en veestapel. Ook het wegennetwerk van toen is beschreven. 

## Demografische ontwikkeling
- Bronnen:NIS, Opm:1831 tot en met 1970=volkstellingen, 1976= inwoneraantal op 31 december

## Gesproken talen
Oorspronkelijk spraken de inwoners van Bolbeek een van de plaatselijke Nederlandse dialecten in Overmaas, die wegens het toebehoren aan de Republiek onder Hollandse invloed raakte. Bolbeek kende vanaf de achttiende eeuw echter een geleidelijke verfransing. In de negentiende eeuw was het dorp volledig Franstalig.

## Bezienswaardigheden
- Sint-Jan-de-Doperkerk

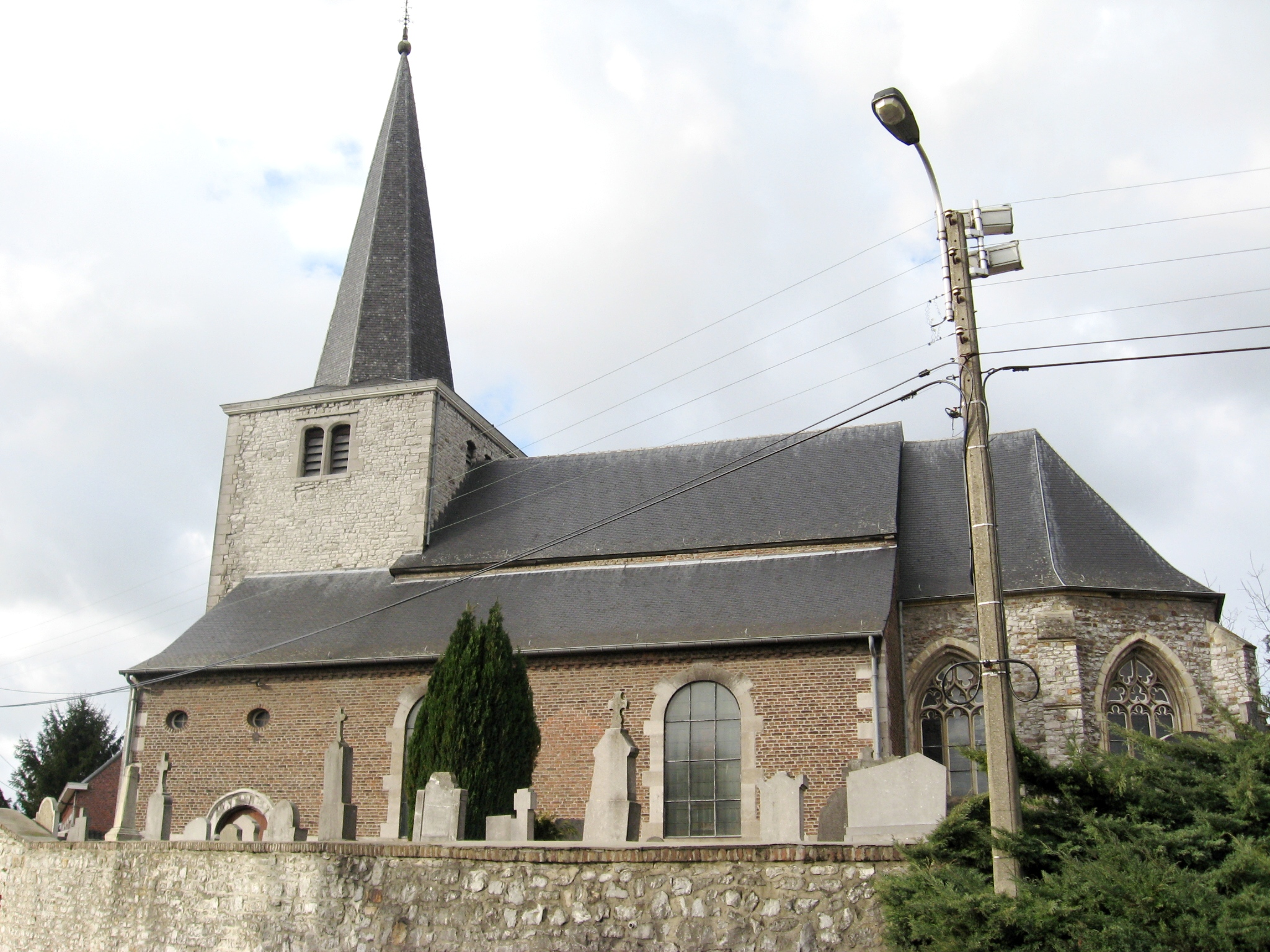
De Sint-Jan-de-Doperkerk

- De Heilig-Kruiskapel in de buurtschap La Tombe
- Huis Rue du Tilleul 17, van 1617
- Herenboerderij aan Rue de l'Eglise 1, gesloten hoeve met poortgebouw, gebouwd in baksteen met omlijstingen van kalksteen, 17e en 18e eeuw. Geboortehuis van Xavier de Reul (1830-1895), die geoloog en schrijver was.

## Natuur en landschap
Bolbeek ligt in het Land van Herve op een hoogte van ongeveer 125 meter. Naar het westen toe vindt men de vallei van de Berwijn.

## Nabijgelegen kernen
Berneau, Weerst, Wezet, Dalhem, Mortroux
Deelgemeenten: Berneau · Bolbeek · Dalhem · Feneur · Mortroux · Neufchâteau · Saint-André · Weerst

Overige plaatsen: Chenestre · Fêchereux · La Heusière · La Heydt · Mauhin · Les Waides · Wodémont

Belgische gemeenten · arrondissement Luik · provincie Luik · Wallonië